# Република Бангсаморо
Република Бангсаморо је назив за краткотрајну непризнату државу која је постојала на подручју државе Филипини 2013. године. За главни град ове државе проглашен је Давао. Прокламоване границе републике требало је да укључе територије традиционално настањене народом Моро, а поред делова Филипина, република је претендовала и на део Малезије. Међутим, без обзира на прокламоване границе, Република Бангсаморо је фактички контролисала само малу територију у околини града Замбоанга. Након што су филипинске снаге 28. септембра 2013. године успоставиле контролу над градом Замбоанга, република је престала да постоји.